# آصفة بوتو زرداري
آصفة بوتو زرداري (ولدت في 3 فبراير 1993) هي سياسية باكستانية وعضو في الجمعية الوطنية الباكستانية. وهي الابنة الصغرى لآصف علي زرداري، الرئيس الباكستاني الحالي، وبينظير بوتو، رئيسة وزراء باكستان السابقة.